# Semiothisa johnstoni
Semiothisa johnstoni là một loài bướm đêm trong họ Geometridae.